# Galvaniskt element
Galvaniskt element är genom fysisk-kemiska processer i en elektrolyt (som saltlösning) med två elektroder. Det är ett samlingsnamn för salmiakbatterier, alkaliska batterier och litiumbatterier. Namnet Galvaniska kommer ursprungligen från den italienska läkaren Luigi Galvani.

## Historia
Den äldsta formen för galvaniskt element uppfanns av italienaren Alessandro Volta och kallas voltastapel. Sedan togs fram olika typer av s.k. våta element som Daniells (koppar i en kopparsulfatlösning och zink i utspädd svavelsyra), Bunsens (retortkol i koncentrerad svavelsyra i stället för koppar) och Leclanchés (en kolstav omgiven av brunsten som positiv pol och zink som negativ, båda nedsänkta i en salmiaklösning, men åtskilda av en porös lercell).

## Funktion
Om polerna i ett galvaniskt element förbinds med en ledare, t.ex. en koppartråd, uppstår en elektrisk ström, som går från den negativa till den positiva polen och inne i elementet från den negativa (katoden), som efter hand löses upp, till den positiva (anoden), där väte utvecklas. Alla dessa våta element är numera ersatta av s.k. torrelement.
Torrelementen tillverkas främst enligt principer som bygger på Leclanchés våta element. Salmiaklösningen, med tillsats av klorzink är utrörd till pastaform med hjälp av en lämplig torrsubstans. Den negativa zinkelektroden utgör en behållare där den positiva elektroden, bestående av en grafitstav, är placerad och innesluten i en brunstensgrafitblandning, omgiven av ovan nämnda pasta.
Varje element har en spänning på ca 1,5 volt, men finns också sammanbyggda till högre spänningar som multipler av 1,4 volt. Batteriernas yttre form kan variera beroende på det ändamål de tillverkats för.